# Edice Bosňácká literatura ve 100 svazcích
Edice Bosňácká literatura ve 100 svazcích (bosensky Bošnjačka književnost u 100 knjiga) představuje reprezentativní soubor sta bosňáckých autorů z Bosny a Hercegoviny a Sandžaku. Roku 1995 ji začal vydávat bosňácký kulturní spolek Preporod (Obrození). Jedná se o nejrozsáhlejší výbor bosňácké literatury v moderních dějinách, která se do velké míry inspiroval edicí Muslimská literatura 20. století z roku 1991. Do roku 2017 vyšlo 60 svazků, a to vždy po pěti knihách ve 12 tzv. kolech (1995, 1996, 1997, 1999, 2002, 2003, 2004, 2005, 2006, 2007, 2010, 2017). Hlavním redaktorem celého nakladatelského počinu je spisovatel Irfan Horozović.

## Seznam děl
- 001 Bošnjačka epigrafika. (ed. Sulejman Grozdanić) Sarajevo 1999.
- 002 Narodne pjesme Bošnjaka u Bosni i Hercegovini. / sebral Kosta Hörmann 1888–1889. (ed. Đenana Buturović) Sarajevo 1996.
- 003 Narodne pjesme Bošnjaka u Bosni i Hercegovini. / sebral Kosta Hörmann 1888–1889. (ed. Đenana Buturović) Sarajevo 1996.
- 004
- 005 Krajišnička pisma. (ed. Muhamed Nezirović) Sarajevo 2004.
- 006 Avdo Međedović: Ženidba Smailagić Mehe (ed. Enes Kujundžić) Sarajevo 2002.
- 007 Usmena epika Bošnjaka. (ed. Đenana Buturović) Sarajevo 1995.
- 008 Usmena lirika Bošnjaka. (ed. Munib Maglajlić) Sarajevo 2006.
- 009 Usmena balada Bošnjaka. (ed. Munib Maglajlić) Sarajevo 1995.
- 010 Usmena proza Bošnjaka. (ed. Aiša Softić) Sarajevo 2004.
- 011 Zbornik alhamijado književnosti. (ed. Muhamed Huković) Sarajevo 1997.
- 012 Poezija Bošnjaka na orijentalnim jezicima. (ed. Lamija Hadžiosmanović, Emina Memija) Sarajevo 1995.
- 013
- 014
- 015
- 016
- 017 Omer Novljanin: Historija Bosne u vrijeme Hekim-oglu Ali-paše. Ahmed Hadžinesimović: Hronika događaja. Jusuf Livnjak: Putopis s hadža 1615. godine. (přeložil Fehim Nametak, Lamija Hadžiosmanović, Mehmed Mujezinović, ed. Fehim Nametak, Lamija Hadžiosmanović) Sarajevo 2010.
- 018 Fadil Šerifović: Divan (přeložil Fehim Nametak, ed. Hadžem Hajdarević) Sarajevo 2005.
- 019
- 020
- 021
- 022
- 023 Narodno blago. / sebral Mehmed-beg Kapetanović Ljubušak. (ed. Munib Maglajlić) Sarajevo 2003.
- 024 Osman Nuri Hadžić, Ivan Milićević. Bez nade. Mulabdić, Edhem. Na obali Bosne. (ed. Safet Sarić) Sarajevo 2007.
- 025 Safvet Bašagić-Redžepašić: Pjesme; Prepjevi; Drame. (ed. Munib Maglajlić) Sarajevo 1999.
- 026 Safvet Bašagić-Redžepašić: Bošnjaci i Hercegovci u islamskoj književnosti. (ed. Lejla Gazić) Sarajevo 2007.
- 027 Edhem Mulabdić: Zeleno busenje. (ed. Enes Duraković) Sarajevo 1995.
- 028
- 029 Musa Ćazim Ćatić: Pjesme, prepjevi, eseji. (ed. Enes Duraković) Sarajevo 2002.
- 030
- 031 Šemsudin Sarajlić: Iz bosanske romantike. Nafija Sarajlić. Teme. (ed. Emina Memija, Fahrudin Rizvanbegović) Sarajevo 1997.
- 032 Abdurezak Hifzi Bjelevac: Minka. (ed. Muris Idrizović) Sarajevo 1996.
- 033 Hasan Kikić: Provincija u pozadini. (ed. Safet Tipura) Sarajevo 2017.
- 034 Hamza Humo: Grozdanin kikot. (ed. Jasmina Musabegović) Sarajevo 1999.
- 035 Husejn Đogo Dubravić: Sreća mladog Ljubovića. (ed. Munib Maglajlić) Sarajevo 2007.
- 036 Ahmed Muradbegović: Haremska lirika. (ed. Uzeir Bavčić) Sarajevo 1996.
- 037
- 038
- 039
- 040
- 041 Enver Čolaković: Legenda o Ali-paši. (ed. Irfan Horozović) Sarajevo 2010.
- 042
- 043
- 044 Hamid Dizdar: Pjesme i pripovijetke. (ed. Fahrudin Rizvanbegović) Sarajevo 2003.
- 045
- 046 Alija Nametak: Travka zaboravka. (ed. Fatma Hasanbegović) Sarajevo 2002.
- 047 Skender Kulenović: Pjesme; Ogledi. (ed. Marko Vešović) Sarajevo 2006.
- 048 Skender Kulenović: Ponornica. (ed. Fahrudin Rizvanbegović) Sarajevo 2003.
- 049
- 050 Meša Selimović: Tvrđava. (ed. Enver Kazaz) Sarajevo 1997. NEBO 40
- 051
- 052 Mak Dizdar: Kameni spavač. (ed. Enes Duraković) Sarajevo 1997.
- 053 Ahmet Hromadžić: Okamenjeni vukovi. Šukrija Pandžo: Samo još kosovi zvižduću. (ed. Željko Grahovac) Sarajevo 2006.
- 054
- 055 Ćamil Sijarić: Miris lišća orahova. (ed. Fatma Hasanbegović) Sarajevo 2004.
- 056 Midhat Begić: Eseji i kritike. (ed. Sunita Subašić-Thomas) Sarajevo 2004.
- 057 Zuko Džumhur: Putopisi. (ed. Fahrudin Rizvanbegović) Sarajevo 1997.
- 058 Derviš Sušić: Pobune. (ed. Sanjin Kodrić a Edin Mulać) Sarajevo 2017.
- 059
- 060
- 061 Feđa Šehović: Gorak okus duše; Drame. (ed. Zdravko Zima) Sarajevo 2010.
- 062 Muhsin Rizvić: Književne studije. (ed. Muhidin Džanko) Sarajevo 2005.
- 063
- 064
- 065 Izet Sarajlić: Nekrolog glagolu voljeti. Husein Tahmiščić: Poziv na putovanje. (ed. Josip Osti) Sarajevo 2017.
- 066 Husein Bašić: Tuđe gnijezdo. (ed. Fatma Hasanbegović) Sarajevo 2010.
- 067 Alija Isaković: Taj čovjek – Jednom. (ed Dijana Hadžizukić) Sarajevo 2017.
- 068 Alija Isaković: Drame. (ed. Gordana Muzaferija) Sarajevo 1995.
- 069 Muhamed Kondžić: Sužnji. (ed. Enver Kazaz) Sarajevo 1999.
- 070
- 071
- 072 Kasim Prohić: Eseji. (ed. Sadudin Musabegović) Sarajevo 2007.
- 073 Sead Fetahagić: Novele; Drame. (ed. Enver Kazaz) Sarajevo 2005.
- 074
- 075 Nedžad Ibrišimović: Ugursuz. (ed. Jasmina Musabegović) Sarajevo 1996.
- 076
- 077 Bisera Alikadić: Pjesme; Larva. (ed. Enver Kazaz) Sarajevo 2003.
- 078 Tvrko Kulenović: Putopisi; Čovjekova porodica. (ed. Jasmina Musabegović) Sarajevo 2006.
- 079
- 080
- 081
- 082
- 083 Jasmina Musabegović: Skretnice. (ed. Džafer Obradović) Sarajevo 2004.
- 084 Abdulah Sidran: Sarajevska zbirka. (ed. Hadžem Hajdarević) Sarajevo 1999.
- 085 Irfan Horozović: U sumrak padaju jabuke; Berlinski nepoznati prolaznik. (ed. Džafer Obradović) Sarajevo 2005. NEBO 87
- 086
- 087 Kemal Mahmutefendić: Putnici. Džemaludin Alić: Sanjar u svetom obilju. (ed. Tvrtko Kulenović, Muhidin Džanko) Sarajevo 2005.
- 088 Ibrahim Kajan: Melek. Enes Kišević: Ljubavna harfa. (ed. Elbisa Ustamujić) Sarajevo 2002.
- 089
- 090
- 091
- 092
- 093 Sead Begović: Sve opet postoji. Tahir Mujičić: Tursko groblje. (ed. Hadžem Hajdarević) Sarajevo 2007.
- 094 Ferida Duraković: Pohvala drvetu. Selim Arnaut: Plodovi. (ed. Marko Vešović a Željko Grahovac) Sarajevo 2017.
- 095 Zilhad Ključanin: Šehid; Pjesme nevinosti i iskustva. (ed. Vedad Spahić) Sarajevo 2006.
- 096 Hadžem Hajdarević: Ušća. Semezdin Mehmedinović: Sarajevo blues. (ed. Jasmina Musabegović, Enver Kazaz) Sarajevo 2003.
- 097 Dževad Karahasan: Istočni diwan. (ed. Enver Kazaz) Sarajevo 2002.
- 098
- 099 Džemaludin Latić: Mejtaš i vodica. Amir Brka: Dovoljno za radost. (ed. Hadžem Hajdarević, Enver Kazaz) Sarajevo 2010.
- 100